# ارلسی
longitudeارلسیlatitudeارلسی
ارلسی (به انگلیسی: Arlesey) یک منطقهٔ مسکونی در انگلستان است که در شرق انگلستان واقع شده‌است.

## خصوصیات
ارلسی ۵٬۶۹۰ نفر جمعیت دارد.